# All the Small Things
All the Small Things (englisch für „All die kleinen Dinge“) ist ein Lied der US-amerikanischen Punk-Rock-Band Blink-182. Der Song ist die zweite Singleauskopplung ihres dritten Studioalbums Enema of the State und wurde am 18. Januar 2000 als ebendiese veröffentlicht.

## Inhalt
All the Small Things handelt von den kleinen Dingen und Aufmerksamkeiten in einer Liebesbeziehung. Blink-182 singen aus der Perspektive des lyrischen Ichs, das von seiner Freundin bedingungslose Unterstützung und Vertrauen bekommt. So wird es unter anderem mit Rosen empfangen, als es nach einem langen Arbeitstag nach Hause kommt. Laut Tom DeLonge schrieb er den Song für seine damalige Freundin und spätere Ehefrau Jennifer Jenkins. Der Refrain (Na-na, na-na, na-na, na-na, na, na) ist eine Hommage an die Punkband Ramones.

“All the small things, true care, truth brings

I’ll take one lift, your ride, best trip

Always, I know, you’ll be at my show

Watching, waiting, commiserating”

## Produktion
Der Song wurde von dem US-amerikanischen Musikproduzenten Jerry Finn produziert. Als Autoren fungierten Tom DeLonge und Mark Hoppus von Blink-182.

## Musikvideo
Bei dem zu All the Small Things gedrehten Musikvideo führte Marcos Siega Regie. Es verzeichnet auf YouTube über 345 Millionen Aufrufe (Stand: Juni 2023). Im Video parodiert die Band andere zeitgenössische Musiker, darunter die Boygroups Backstreet Boys, *NSYNC und 98 Degrees, aber auch die Sängerinnen Britney Spears und Christina Aguilera. Dazu tanzen Blink-182, teilweise leichtbekleidet, umgeben von Fans Choreografien oder stellen einzelne Szenen aus Musikvideos genannter Künstler nach. So sind sie am Strand oder zusammen mit Frauen zu sehen. Bei den MTV Video Music Awards 2000 gewann es die Auszeichnung in der Kategorie Best Group Video.

## Single

### Covergestaltung
Die Single wurde in den Vereinigten Staaten und in Europa mit zwei verschiedenen Covern veröffentlicht. Das Cover der US-Version zeigt die drei damaligen Mitglieder von Blink-182, Mark Hoppus, Tom DeLonge und Travis Barker, auf einem Foto vor gelbem Hintergrund. Im oberen Teil des Bilds befinden sich die Schriftzüge blink-182, All The Small Things und CD Single in Weiß auf blauem Untergrund. Das europäische Singlecover zeigt sieben Männer in Unterhosen, darunter ebenfalls die drei Blink-182-Mitglieder, vor weißem Hintergrund. Im unteren Bildteil stehen die Schriftzüge all the small things und blink-182 in Blau und Weiß auf rotem Untergrund.

### Titellisten
Single
1. All the Small Things – 2:49
2. Dumpweed (live) – 3:31
3. What’s My Age Again? (live) – 3:16
4. All the Small Things (Enhanced Video) – 2:50

Maxi
1. All the Small Things – 2:49
2. Dumpweed (live) – 3:31
3. What’s My Age Again? (live) – 3:16
4. All the Small Things (live) – 4:05
5. Dammit (Growing Up) (live) – 2:36

### Chartplatzierungen
All the Small Things stieg am 28. Februar 2000 auf Platz 39 in die deutschen Singlecharts ein und erreichte fünf Wochen später mit Rang elf die höchste Position, auf der es sich zwei Wochen halten konnte. Insgesamt hielt sich der Song 15 Wochen lang in den Top 100. Eine Top-10-Platzierung belegte die Single unter anderem im Vereinigten Königreich, in Österreich, den Vereinigten Staaten, Italien, Schweden, Australien und Neuseeland. In den deutschen Single-Jahrescharts 2000 erreichte das Lied Rang 71.
| ChartsChartplatzierungen       | Höchstplatzierung | Wochen |
| ------------------------------ | ----------------- | ------ |
| Deutschland (GfK)              | 11 (15 Wo.)       | 15     |
| Österreich (Ö3)                | 4 (13 Wo.)        | 13     |
| Schweiz (IFPI)                 | 14 (22 Wo.)       | 22     |
| Vereinigte Staaten (Billboard) | 6 (23 Wo.)        | 23     |
| Vereinigtes Königreich (OCC)   | 2 (14 Wo.)        | 14     |

| ChartsJahrescharts (2000)      | Platzierung |
| ------------------------------ | ----------- |
| Deutschland (GfK)              | 71          |
| Schweiz (IFPI)                 | 86          |
| Vereinigte Staaten (Billboard) | 40          |
| Vereinigtes Königreich (OCC)   | 66          |

### Auszeichnungen für Musikverkäufe
All the Small Things erhielt im Jahr 2024 im Vereinigten Königreich für mehr als 1,8 Millionen Verkäufe eine dreifache Platin-Schallplatte. 2023 wurde es für über 500.000 verkaufte Einheiten in Deutschland mit einer Platin-Schallplatte ausgezeichnet. Es zählt zu den erfolgreichsten Liedern der Band.

| Land/Region                  | Auszeichnungen für Musikverkäufe (Land/Region, Auszeichnung, Verkäufe) | Verkäufe  |
| ---------------------------- | ---------------------------------------------------------------------- | --------- |
| Australien (ARIA)            | Platin                                                                 | 70.000    |
| Brasilien (PMB)              | Gold                                                                   | 30.000    |
| Dänemark (IFPI)              | Gold                                                                   | 45.000    |
| Deutschland (BVMI)           | Platin                                                                 | 500.000   |
| Italien (FIMI)               | 2× Platin                                                              | 200.000   |
| Schweden (IFPI)              | Gold                                                                   | 15.000    |
| Spanien (Promusicae)         | Platin                                                                 | 60.000    |
| Vereinigte Staaten (RIAA)    | —                                                                      | 500.000   |
| Vereinigtes Königreich (BPI) | 3× Platin                                                              | 1.800.000 |
| Insgesamt                    | 3× Gold · 8× Platin ·                                                  | 3.220.000 |

Hauptartikel: Blink-182/Auszeichnungen für Musikverkäufe